# بریدلیا رتوسا
بریدلیا رتوسا (نام علمی: Bridelia retusa) نام یک گونه از راسته مالپیگی‌سانان است.